# Pseudochthonius gracilimanus
Pseudochthonius gracilimanus är en spindeldjursart som beskrevs av Volker Mahnert 200. Pseudochthonius gracilimanus ingår i släktet Pseudochthonius och familjen käkklokrypare. Inga underarter finns listade i Catalogue of Life.